# Rocamora
Rocamora es una localidad y comuna de 2ª categoría del distrito Moscas del departamento Uruguay, en la provincia de Entre Ríos, República Argentina. Lleva el nombre de su estación de ferrocarril, designada en homenaje a Tomás de Rocamora.
El 19 de enero de 1876 una ley mandó fundar la villa de Rocamora en la zona del campamento del Calá:

Art. 1°. Erígese una Villa con el nombre Rocamora en el paraje denominado Calá, Distrito del mismo nombre, Departamento de la Capital y en los terrenos fiscales que allí existen...

La población de la localidad, es decir sin considerar el área rural, era de 303 personas en 1991 y de 209 en 2001. La población de la jurisdicción de la junta de gobierno era de 350 habitantes en 2001.
Los límites jurisdiccionales de la junta de gobierno fueron fijados por decreto 2555/2001 MGJ del 24 de julio de 2001. Fue elevada a la 2ª categoría por decreto 3045/2001 MGJ del 27 de agosto de 2001.

## Servicios ferroviarios
El 30 de junio de 1887 se habilitó el último tramo entre Rosario del Tala y Concepción del Uruguay del Ferrocarril Central Entre-Riano. Éste ferrocarril unía las ciudades más importantes de la época y sus puertos: Paraná y Concepción del Uruguay. El Ferrocarril Central Entre-Riano, pasó a denominarse Ferrocarril Entre Ríos al ser concesionado a capitales ingleses, que con la nacionalización en 1949, formará parte del Ferrocarril Nacional General Urquiza (FCGU).
Durante el gobierno justicialista de Carlos Menem, los ramales de Entre Ríos fueron abandonados. En 2002 el gobernador Sergio Montiel reacondicionó y puso en marcha los primeros ramales de la provincia. A partir de marzo de 2010, el tren volvió a unir Concepción del Uruguay y Paraná pasando por 24 localidades entrerrianas. El servicio cuenta con dos frecuencias semanales.
El 19 de diciembre de 2009 se realizó un viaje de prueba en la estación del ferrocarril con la presencia del gobernador de la provincia Sergio Urribarri. Fue la primera vez en 18 años que vuelve a pasar el tren en Rocamora.

## Comuna
La reforma de la Constitución de la Provincia de Entre Ríos que entró en vigencia el 1 de noviembre de 2008 dispuso la creación de las comunas, lo que fue reglamentado por la Ley de Comunas n.º 10644, sancionada el 28 de noviembre de 2018 y promulgada el 14 de diciembre de 2018. La ley dispuso que todo centro de población estable que en una superficie de al menos 75 km² contenga entre 400 y 700 habitantes, constituye una comuna de 2ª categoría. La Ley de Comunas fue reglamentada por el Poder Ejecutivo provincial mediante el decreto 110/2019 de 12 de febrero de 2019, que declaró el reconocimiento ad referéndum del Poder Legislativo de 21 comunas de 2ª categoría con efecto a partir del 11 de diciembre de 2019, entre las cuales se halla Rocamora. La comuna está gobernada por un departamento ejecutivo y por un consejo comunal de 6 miembros, cuyo presidente es a la vez el presidente comunal. Sus primeras autoridades fueron elegidas en las elecciones de 9 de junio de 2019.